# Марченко, Вероника Александровна
Верони́ка Алекса́ндровна Ма́рченко (род. 27 ноября 1969 года, гор. Москва) — российская журналистка и правозащитник.

## Биография
Родилась в Москве в 1969 году. Участник молодёжной телепрограммы «12-й этаж» (1986) Центрального телевидения СССР, участник международного молодёжного движения «Next Stop Sovjet» (1987—1990).
Председатель правления межрегионального благотворительного общественного фонда «Право Матери» (1989 — по настоящее время), защищающего права родителей погибших солдат..
Окончила факультет журналистики Московского государственного университета имени М. В. Ломоносова, в годы перестройки работала в журнале «Юность» («20-я комната»).
Член правления Российского исследовательского центра по правам человека. Член Научно-консультативного совета при Генеральной прокуратуре Российской Федерации.

## Награды
В ноябре 1998 года Марченко получает почётный знак «Общественное признание» учрежденный Национальным Фондом «Общественное признание», Независимой Ассоциацией в поддержку гражданского общества и Московским английским клубом.
В декабре 2002 г. Институт «Открытое Общество» (фонд Сороса-Россия) присуждает ей премию «За подвижничество».
В марте 2009 г. награждена Хиллари Клинтон и Мишель Обамой международной премией «Women of Courage».
В 2020 году стала лауреатом премии Московской Хельсинкской группы в области защиты прав человека.

## Отзывы
«Никаких громких скандалов, обескураживающих эпатажных выпадов, нарочитой известности. Казалось бы, воспользуйся журналист Вероника Марченко случаем, когда в 1989 году вышла её, мягко говоря, нестандартная для советского общества статья о бесчинствах в армии, и сегодня она стала бы кассовым высокооплачиваемым медийным человеком. Но вместо этого она выбрала другой путь.»— Журнал "Таймс", 03 июня 2009 г.

«Veronika Marchenko is the head of the NGO Mother’s Right, and has demonstrated exceptional bravery and leadership in exposing the truth surrounding the disturbing peacetime deaths within the Russian armed forces. Ms. Marchenko has successfully sought justice on behalf of bereaved families of servicemen who died as a result of cruel and inhumane conditions.»— Office of the Spokesman, Washington, DC March 5, 2009

## Публикации
- Вероника Марченко. Миллионеры из трущоб? Радиостанция "Эхо Москвы" /Блоги/ (9 июня 2010). Дата обращения: 9 июля 2010. Архивировано 2 мая 2012 года.
- Вероника Марченко. Объявленная ценность 000 рублей. журнал "Индекс/Досье на цензуру" №19/2003 (2003). Дата обращения: 9 июля 2010.
- Вероника Марченко. Человек, его права и наши представления об их защите. Правозащитник (журнал) №29 (2001/3) (2001). — Отклик на выступления Алексея Смирнова и Кирилла Ермишина. Дата обращения: 9 июля 2010.
- Вероника Марченко. Такая армия... (книга). Благотворит. фонд "Право матери", СПб. Норма, М. Фридом Хаус (1995). — Нарушения прав человека в вооруж. силах. Дата обращения: 9 июля 2010.
- Вероника Марченко. День Прав Человека. Радиостанция "Эхо Москвы"/Блоги/ (10 декабря 2010). Дата обращения: 10 декабря 2010. Архивировано 2 мая 2012 года.

## Видео
- Награда российскому правозащитнику